# Гритенс, Эрик
Эрик Роберт Гритенс (англ. Eric Robert Greitens; род. 10 апреля 1974, Сент-Луис, Миссури) — американский военнослужащий и политик, представляющий Республиканскую партию. Губернатор штата Миссури (с 9 января 2017 года).

## Биография
В качестве стипендиата Дьюка учился в университете Дьюка, где изучал этику, философию и политику. Получив стипендии Родса и Трумэна, с 1996 по 2000 год учился в Оксфордском университете, получил степень магистра в 1998 году и степень доктора философии — в 2000 году. В качестве волонтёра международных гуманитарных организаций и фотографа работал в Руанде, Камбодже, Албании, Мексике, Индии, Боснии и Боливии.
В январе 2001 года поступил на службу в Военно-морские силы США и прошёл подготовку в качестве офицера подразделения «морских котиков». Получил должность командира катера, провёл несколько недель в Афганистане, исполняя специальные задачи, затем переведён в Юго-Восточную Азию в качестве командира подразделения. В Таиланде выявил случаи использования наркотиков военнослужащими и добился их увольнения. На Филиппинах отряд Гритенса ликвидировал перевалочный пункт террористической группировки. Затем командовал подразделением численностью 50 человек в Кении, на границе с Сомали, где получил положительные рекомендации двоих вышестоящих командиров для перевода его на должность командира взвода, но предпочёл оставить военную службу.
В 2005—2006 годах проходил стажировку в Белом доме в рамках программы White House Fellows.
В 2007 году основал некоммерческую организацию помощи ветеранам вооружённых сил The Mission Continues.
2 августа 2016 года одержал верх на республиканских праймериз, опередив бизнесмена Джона Браннера, действующего вице-губернатора Миссури Питера Кайндера, а также бывшего спикера Палаты представителей Миссури Кэтрин Ханэуэй, и стал кандидатом от партии на выборах губернатора.
8 ноября 2016 года победил на губернаторских выборах в Миссури с результатом 51,3 % голосов избирателей против 45,4 % у демократа Криса Костера.
9 января 2017 года принёс присягу и официально вступил в должность, произнеся инаугурационную речь на ступенях здания законодательного собрания штата.
В декабре 2017 года разразился скандал, поддержанный Демократической партией. В его основе лежал факт использования Гритенсом и его сотрудниками на своих мобильных телефонах мессенджера Confide, удаляющего сообщения после прочтения. Политические оппоненты обвинили команду губернатора в желании осуществлять некие действия втайне от общества.
Впоследствии к этим обвинениям добавились более серьёзные — сексуальные домогательства и мошенничество со списком доноров благотворительного фонда, которым руководит Гритенс. В начале мая 2018 года законодатели штата объявили о планах проведения специальной сессии для оценки возможных мер, голоса в пользу отставки губернатора стали раздаваться даже среди республиканцев, а перспектива начала процедуры импичмента стала вполне реальной. 29 мая 2018 года Гритенс объявил о намерении уйти в отставку 1 июня.

## Семья
Мать Гритенса, Бекки Гритенс, была учительницей младших классов, отец — Роб Гритенс — пенсионер, в прошлом — бухгалтер Сельскохозяйственного департамента Сент-Луиса. В 2011 году Эрик Гритенс женился на 28-летней Шине Элиз Честнат (Sheena Elise Chestnut), которая в тот период готовилась к получению степени доктора философии Гарвардского университета. Она окончила Стэнфордский университет и, будучи стипендиатом Маршалла, получила в Оксфордском университете степень магистра по международным отношениям.

## Признание
В 2014 году журнал Fortune поместил Гритенса на 38-е место в рейтинге 50 «величайших лидеров» мира.

## Публикации
- Greitens, Eric. Strength & Compassion: Photographs and Essays (англ.). — Leading Authorities Press, 2008. — ISBN 978-0971007802.
- Greitens, Eric. The Heart and the Fist: The Education of a Humanitarian, the Making of a Navy SEAL (англ.). — Houghton Mifflin Harcourt[англ.], 2011. — ISBN 978-0547424859.
- Greitens, Eric. The Warrior's Heart: Becoming a Man of Compassion and Courage (англ.). — HMH Books for Young Readers[англ.], 2012. — ISBN 978-0547868523.
- Greitens, Eric. Resilience: Hard-Won Wisdom for Living a Better Life (англ.). — Houghton Mifflin Harcourt[англ.], 2015. — ISBN 978-0544323988.